# Petrányi Győző (orvos, 1903–1969)
Petrányi Győző (Budapest, 1903. július 9. – Budapest, 1969. május 8.) gyermekgyógyász, egyetemi magántanár, közegészségügyi szakfelügyelő.

## Élete
Petrányi Győző Emil (1858–1912), az Országos Nőképző Egyesület rajztanára, szobrász és Preszter Ilona Mária Magdolna (1881–1945) rajztanár fiaként született a – ma Budapest XIII. kerületéhez tartozó – Visegrádi utca 16. szám alatt. Középiskolai tanulmányait 1914-től 1921-ig a Ciszterci rend Budapesti I. kerületi Szent Imre Főgimnáziumában végezte. A Pázmány Péter Tudományegyetem Orvostudományi Karán 1927. október 1-jén avatták orvosdoktorrá.
Orvostanhallgatóként, 1924 augusztusától a Gyógyszertani Intézet díjtalan gyakornoka volt. Oklevelének megszerzése után, 1927. október 1-től a pécsi Erzsébet Tudományegyetem díjtalan gyakornoka, majd tanársegéde volt Heim Pál professzor mellett. 1930 áprilisában gyermekgyógyászatból szakorvosi vizsgát tett. 1931 októberétől a szegedi Ferenc József Tudományegyetem Gyermekklinikájának tanársegédjeként működött. Itt főleg a csecsemő- és gyermekgyógyászat, valamint a tuberkulózis problémájával foglalkozott. 1934. július 9-én a szegedi egyetemen a gyermekgyógyászati propedeutica című tárgykörből magántanárrá habilitálták, amit 1938-ban a tüdővész tárgykörre is kiterjesztettek. 1936. október 1-től a hazai tüdővész elleni védekezés intézményeinek szakfelügyelőjévé nevezték ki. 1937-ben Rockefeller-ösztöndíjasként járt Olaszországban, Svájcban, Franciaországban és Németországban. 1938 június 1-jén közegészségügyi szakfelügyelővé nevezték ki. 1941-ben az Országos Társadalombiztosító Intézet (OTI) orvos-aligazgatójává választották, s mellette az OTI Egészségügyi Múzeumának megbízott vezetője volt.
A második világháborút követően többek között a Szabadsághegyi Állami Gyermekszanatórium, a IV. kerületi Fővárosi Közkórház Gyermektüdőbetegotthon és Gyógyiskola, illetve a Hárshegyi Tüdőszanatórium vezetője volt.
Számos külföldi tanulmányúton vett részt, így Svájcban (1948), Olaszországban (1957, 1958) és Lengyelországban (1959). Megalapította és szerkesztette a Tuberkolózis elleni küzdelem című folyóiratot (1940–1943).
Főleg a gyermekkor gyógyszertanával és gyógyszerhatástanával, a gyermekkori tbc-vel, hörghuruttágulat vizsgálatával foglalkozott.
Tagja volt a Magyar Gyermekorvosok Társaságának, a Magyar Orvosok Tuberkulózis Egyesületének, a Szegedi Egyetemi Barátok tudományos szakosztályának és elnöke az Országos Magyar Katolikus Főiskolai Diákszövetségnek.
A budapesti Farkasréti temetőben nyugszik.

### Családja
Felesége Hekler Ilona (1909–1978) volt, Hekler Antal egyetemi tanár lánya, akivel 1928. november 19-én az egyetemi templomban kötött házasságot.
Gyermekei: Petrányi Mária (1930–?), Petrányi Győző (1933), Petrányi Gábor (1937–?) és Petrányi Krisztina (1948–1976).

## Művei
- A vérmennyiséget quantitative meghatározó methodusok; s ezek klinikai alkalmazása. (Magyar Orvosi Archivum, 1925)
- Az arsen és a vas hatása a vér összmennyiségére és egyéb tulajdonságaira. (Magyar Orvosi Archivum, 1926)
- Phenylhydrazin és natriumnitrit hatása a vérre. (Magyar Orvosi Archivum, 1928)
- A vízanyagcsere és pneumonia. – A csecsemőkori vízanyagcsere néhány adata. (Magyar Orvosi Archivum, 1929)
- A vérmennyiségnek és a vérnek normáladatai a gyermekkorban. (Orvosi Hetilap, 1929, 39.)
- A pneumonia befolyása a vérre. (Orvosi Hetilap, 1930, 39.)
- Iskolás gyermekek gümőkóros fertőzöttsége Pécs városában. Dobszay Lászlóval. (Orvosi Hetilap, 1930, 49.)
- Kisemberek nagy problémak : néhány szó a gyermek lelki neveléséről. Budapest, 1932
- Mangán hatása a keringő vérmennyiségre és annak alkotó elemeire. (Magyar Orvosi Archivum, 1933)
- Az amidopyrintálló láz klinikai jelentősége a csecsemő és kisgyermek betegségeiben. (Orvosi Hetilap, 1933, 9.)
- A malaria hatása a keringő vér mennyiségére és alakelemeire. Fischer Ilonával. (Magyar Orvosi Archivum, 1934)
- Gümőkóros fertőzés az iskolában. (Orvosi Hetilap, 1934, 50.)
- Munkásifjúságunk helyzete: egészségügyi, munka- és családkörnyezeti, valamint kulturális és szabadidő adatfelvétel az OTI üdülőtelepén 1941. évben. Rusznyák Gyulával. Budapest, 1944
- Karditiszek és billentyűhibák. Budapest, 1951
- A bronchografia jelentősége a bronchodenitis tuberculosa szövődményeinek differenciáldiagnózisában. Horváth Jánossal. (Gyermekgyógyászat, 1953, 5.)
- Mikrolithiasis alveolaris miliaris pulmonum a gyermekkorban. Zsebők Zoltánnal. (Orvosi Hetilap, 1954, 6.)
- Kontrakciós atelektázia jelentősége középső lebeny szindroma fenntartásában ill. keletkezésében. Horváth Jánossal. (Gyermekgyógyászat, 1955, 1-2.)
- A gyermekkori hörgőtágulatos megbetegedés sebészi gyógyítása és annak klinikai eredményei. Jós Kázmérral. (Orvosi Hetilap, 1955, 10.)
- A tüdő neuromuszkularis reakciói és azok pathológiai jelentősége. (Orvosi Hetilap, 1955, 10.)
- A gyermekgümőkór elleni küzdelem tanulságai. (Gyermekgyógyászat, 1957, 11-12.)
- A belgyógyászat alapvonalai I. Magyar Imrével. Budapest, 1959